# 曼加拉蒂巴
曼加拉蒂巴是巴西里约热内卢州的一个市镇。总面积351.653平方公里，总人口32533人，人口密度92.5人/平方公里。